# The Hill (krant)
The Hill is een Amerikaans mediabedrijf, gevestigd in Washington, dat in 1994 begon als krantenuitgever.
De verslaggeving van The Hill richt zich op politiek, de overheid, zakelijke en internationale betrekkingen, en focust op het Amerikaans Congres, de president en verkiezingscampagnes. The Hill beschrijft zichzelf als een 'onpartijdige verslaggever over de achtergronden en werking van het Congres en de relaties tussen politiek en bedrijfsleven'.
The Hill werd in 2020 beschouwd als de grootste onafhankelijke politieke nieuwssite in de Verenigde Staten, met het tweede grootste online politiek nieuwslezerspubliek na CNN, en de derde meest getweete Amerikaanse nieuwsbron. Toch was het mediabedrijf in 2019 en 2020 het voorwerp van enige controverse rond Donald Trump, Melania Trump en Rudy Giuliani.
In juni 2018 werd een digitale nieuwszender gelanceerd, Hill TV. 